# A Very Potter Musical
A Very Potter Musical (originalmente titulado Harry Potter: The Musical) es un musical producido por Team Starkid con música de Darren Criss y A.J. Holmes, y escrito por Brian Holden y Matt y Nick Lang. La historia es una parodia/homenaje de la saga de libros de Harry Potter escrita por J.K. Rowling y de  sus versiones cinematográficas.
A Very Potter Musical cuenta la historia de Harry Potter y su regreso a Hogwarts, así como su participación en "Campeonato de la Copa de las Casas" y el regreso del mago tenebroso lord Voldemort.
En 2010 se creó la segunda parte del musical: A very Potter sequel, a la que siguió A very Potter senior year, con la colaboración especial de Evanna Lynch.

## Historia
El musical fue presentado del 9 al 11 de abril de 2009, en el campus de la Universidad de Míchigan; producido por Team Starkid sin ningún tipo de respaldo o aprobación de Rowling o Warner Bros., titulares de los derechos sobre los personajes. Fue dirigido por Matt Lang y protagonizado por Darren Criss como Harry Potter, Joey Ritcher como Ron Weasley, Bonnie Grueson como Hermione Granger, Lauren López como Draco Malfoy, Brian Rosenthal como Quirinus Quirrell y Joe Walker como lord Voldemort. Posteriormente, en julio de 2009 el grupo colgó en YouTube el musical, convirtiéndose en un video viral y obteniendo con ello millones de visitas. El éxito llevó al grupo a hacer una secuela: A Very Potter Sequel (2010).

## Sinopsis

### Acto 1
Harry, Ron y Hermione están de regreso un año más en Hogwarts y el nuevo profesor de Defensa Contra las Artes Oscuras, Profesor Quirrell decide reintroducir el Campeonato de la Copa de las Casas, un torneo de antaño que fue retirado tras la primera edición por lo peligroso de sus retos; la Copa de las Casas elige a los participantes y estos deben prepararse para las pruebas.

### Acto 2
Tras el regreso del Señor Tenebroso, Hogwarts debe tomar precauciones, y mientras el Ministerio de Magia se niega a creer en el regreso de lord Voldemort, Harry debe encontrar los Horrocruxes y vencer a lord Voldemort.

## Elenco y personajes
margin:0 0 1em 1em"

| Actor/Actriz     | Personaje                       |
| ---------------- | ------------------------------- |
| Darren Criss     | Harry Potter                    |
| Joey Ritcher     | Ron Weasley                     |
| Bonnie Gruesen   | Hermione Granger                |
| Jaime Lyn Beatty | Ginny Weasley                   |
| Lauren López     | Draco Malfoy                    |
| Joe Walker       | Lord Voldemort                  |
| Brian Rosenthal  | Quirinus Quirrell               |
| Dylan Saunders   | Albus Dumbledore                |
| Joe Moses        | Severus Snape                   |
| Tyler Brunsman   | Cedric Diggory/ Cornelius Fudge |
| Devin Lytle      | Cho Chang                       |
| Britney Coleman  | Bellatrix Lestrange             |
| Jim Povolo       | Gregory Goyle/Rumbleroar        |
| Lily Marks       | Pansy Parkinson/Molly Weasley   |
| Richard Campbell | Neville Longbottom              |
| Julia Albain     | Vincent Crabbe                  |
| Sango Tajmia     | Lavender Brown                  |

## Números Musicales
| Acto 1                                    | Acto 1                                            | Acto 1                                                          | Acto 2                                     | Acto 2                                                      | Acto 2                                                       |
| Canción                                   | Personaje                                         | Intérprete                                                      | Canción                                    | Personaje                                                   | Intérprete                                                   |
| ----------------------------------------- | ------------------------------------------------- | --------------------------------------------------------------- | ------------------------------------------ | ----------------------------------------------------------- | ------------------------------------------------------------ |
| "Get Back to Hogwarts"                    | Estudiantes y Dumbledore                          | Elenco (excepto Walker, Moses y Rosenthal)                      | "Pigfarts, Pigfarts"                       | Draco Malfoy                                                | Lauren López                                                 |
| "Different As Can Be"                     | Quirinus Quirrell y lord Voldemort                | Brian Holden y Joe Walker                                       | "Missing You"                              | Harry Potter, Quirinus Quirrell y Lord Voldemor             | Darren Criss, Brian Rosenthal y Joe Walker                   |
| "Ginny's song"                            | Harry Potter                                      | Darren Criss                                                    | "Not Alone"                                | Ginny Weasley, Harry potter, Ron Weasley y Hermione Granger | Jaime Lyn Beatty, Darren Criss, Joey Ritcher, Bonnie Gruesen |
| "Harry"                                   | Ginny Weasley                                     | Jaime Lyn Beatty                                                | "Voldemort is Goin' Down"                  | Ron Weasley, Hermione Granger y alumnos (coro)              | Joey Ritcher, Bonnie Gruesen y otros                         |
| "Different as Can Be" (reprise)           | Quirinus Quirrel y Lord Voldemor                  | Brian Rosenthal y Joe Walker                                    | "Not Alone/Get Back to Hogwarts" (reprise) | Todos (incluidos Lord Voldemor y Quirrel)                   | Elenco de Team Starkid                                       |
| "Hey Dragon"                              | Harry Potter y el Colacuerno Húngaro              | Darren Criss, Devin Lytle y Lauren López (ambas como el dragón) |                                            |                                                             |                                                              |
| "Cho Chang's Song" (Ginny's song reprise) | Harry Potter                                      | Darren Criss                                                    |                                            |                                                             |                                                              |
| "Granger, Danger"                         | Ron Weasley y Draco Malfoy                        | Joey Ritcher y Lauren López                                     |                                            |                                                             |                                                              |
| "To Dance Again"                          | Lord Voldemort, Quirinus Quirrel y los Mortífagos | Joe Walker, Brian Rosenthal y otros                             |                                            |                                                             |                                                              |

Durante los créditos de la versión de YouTube Darren Criss toca una reedición de "Granger, Danger".

## Producción
Después de leer "El Cáliz de Fuego, Nick Lang y varios de sus amigos discutieron la posibilidad de que Draco Malfoy estuviera enamorado de Hermione Granger, ya que la molestaba constantemente. Basándose en esa idea crearon el concepto de la canción "Granger, Danger", lo que los dejó con la idea de hacer un musical sobre Harry Potter. Cuando empezaron a escribir el guion, preguntaron a Darren Criss si podían usar su canción "Sami", escrita originalmente para la serie web Little White Lie y "Not Alone".
En 2009 presentaron en su universidad "Harry Potter: El Musical", y posteriormente ese mismo año lo subieron a YouTube; posteriormente decidieron retirarlo por miedo a una demanda judicial por parte de Warner Bros o de J.K. Rowling. Sin embargo, el musical fue subido de nuevo, aunque esta vez ligeramente censurado y bajo el nombre de "A Very Potter Musical".